# Цукер-леках
Цукер-леках — круглое печенье из сахарного теста, ароматизированное семенами аниса и посыпанное сахаром. Влажность 5 %. Национальное печенье евреев-ашкеназов.

## Технология изготовления
Желтки растирают с частью сахара до образования пышной массы, добавляют муку и хорошо перемешивают. Белки взбивают в пену, постепенно добавляя в них сахар. Всё смешивают вместе. Ложкой выкладывают небольшие порции теста на смазанный и подпыленный мукой лист, посыпают сахаром и выпекают на среднем огне 10—12 минут.